# إسبيريا
إسبيريا هي بلدية في مقاطعة فروزينوني في منطقة لاتسيو الإيطالية، وتقع على بعد حوالي 110 كيلومتر (68 ميل) من جنوب شرق روما وحوالي 40 كيلومتر (25 ميل) من جنوب شرق فروزينوني. وهي تقع داخل منتزه Monti Aurunci الطبيعي.

## التاريخ
ووفقًا لبعض النظريات، فإن تأسيس المدينة يرتبط بتدمير المستعمرة الرومانية Interamna Lirenas ، على الرغم من أن أول حضور بشري موثق تاريخيًا يعود إلى تأسيس العديد من الأديرة، مع الأحياء التي تم ضمها، من قبل دير مونتيكاسينو (في القرن العاشر).
تم اختيار اسم «اسبيريا» في عام 1867 عندما تم دمج frazioni الحالية من Roccaguglielma مع San Pietro في بلدية واحدة، وتكون المذكورة اولاً مقر البلدية الاساسي.
و خلال الحرب العالمية الثانية، كانت إسبيريا واحدة من المدن التي عانت بشدة من «الماروكينات» - وهو مصطلح يطلق على عمليات الاغتصاب الجماعي الذي ارتكب بعد معركة مونتي كاسينو على يد غومييه، والقوات الاستعمارية المغربية التابعة لسلاح الاستطلاع الفرنسي. وأفاد عمدة إسبيريا في ذلك الوقت أنه في بلدته، تعرضت 700 امرأة من أصل 2500 نسمة للاغتصاب وأن بعضهن قد توفين نتيجة لذلك.
ولد جوني روسيلي، رجل العصابات الأمريكي سيئ السمعة، في إسبيريا عام 1905 ؛ واسمه الحقيقي هو فيليبو ساكو.

## المعالم السياحية الرئيسية
تضم كنيسة Santa Maria Maggiore و San Filippo Neri في إسبيريا Superiore لوحة من تصميم Taddeo Zuccari ونقش بارز من عام 1521. وتحتوي كنيسة Baroque Lauretana Chapel ، في إسبيريا Inferiore المخصصة لمادونا دي لوريتو ، على مادونا الخشبية التي تعود إلى القرن السادس عشر والعديد من اللوحات التي رسمها لوكا جيوردانو.
و تشمل الكنائس الأخرى سان بيترو في إسبيريا إنفيريور، وسان دوناتو في مونتي دي أورو، وسانتا ماريا دي مونتيفيترو في مونتي مونتيفيترو (مع اللوحات الجدارية من القرن الخامس عشر) ومحمية مادونا ديلي غراتسي التي تعود إلى القرن السادس عشر، وتقع بالقرب من بقايا القلعة، سانتا ماريا ماجوري في مونتيسيلي، سان فرانسيسكو المجاورة لكاسا دي ريبوسو في إسبيريا Superiore ، سانتا روزا الواقعة في إسبيريا Badia di . ويقع دير سان بيترو القديم في فورستا في مونتيتشيلي، ولم يبق اليوم سوى برج.
وتم اكتشاف آثار أقدام ديناصورات في عام 2006 في محلية سان مارتينو.